# Ashlyn Rae
Ashlyn Rae (Prescott, Arizona; 31 de agosto de 1990) es una actriz pornográfica estadounidense.

## Biografía
Ashlyn Rae, nombre artístico de Ashlee Stidham, nació en agosto de 1990 en la localidad de Prescott, en el estado de Arizona, en una familia de ascendencia escocesa, irlandesa, alemana y mexicana. Durante el instituto fue cheerleader.
Entró en la industria pornográfica en 2009, a los 19 años de edad. Desde su entrada, comenzó a trabajar con compañías como Sin City, Hustler, Adam & Eve, Lethal Hardcore, Evil Angel, Girlfriends Films, Bang Bros, Brazzers o Reality Kings, entre otras, especializándose en películas de temática lésbica.
En 2011 recibió cuatro nominaciones en los Premios AVN a Mejor actriz revelación, así como otras tres en la categoría de Mejor escena de trío lésbico por las películas Pin-Up Girls 4, Pin-Up Girls 5 y This Ain't I Dream of Jeannie XXX.
Algunas películas de su filmografía son Double Vision 3, Not the Bradys XXX - Pussy Power!, ATK CoEds With Sexy Feet 3, Barely 18 42, Barely Legal Brunette Beauties, Don't Let Daddy Know 8, Girls Kick Ass XXX, Lia's First Time, Pin-Up Girls, Sex For Grades 5 o Whale Tail 5.
Se retiró en 2016, habiendo aparecido en algo más de 200 películas como actriz, entre producciones originales y compilaciones.

## Premios y nominaciones
| Año  | Ceremonia    | Resultado | Premio                       | Trabajo                           |
| ---- | ------------ | --------- | ---------------------------- | --------------------------------- |
| 2011 | Premios AVN  | Nominada  | Mejor actriz revelación      | —                                 |
| 2011 | Premios AVN  | Nominada  | Mejor escena de trío lésbico | Pin-Up Girls 4                    |
| 2011 | Premios AVN  | Nominada  | Mejor escena de trío lésbico | Pin-Up Girls 5                    |
| 2011 | Premios AVN  | Nominada  | Mejor escena de trío lésbico | This Ain't I Dream of Jeannie XXX |
| 2011 | Premios XBIZ | Nominada  | Mejor actriz revelación      | —                                 |